# Tal Farlow
Tal Farlow (eigentlich Talmage Holt Farlow; * 7. Juni 1921 in Greensboro, North Carolina; † 25. Juli 1998 in Manhattan) war ein US-amerikanischer Jazz-Gitarrist.

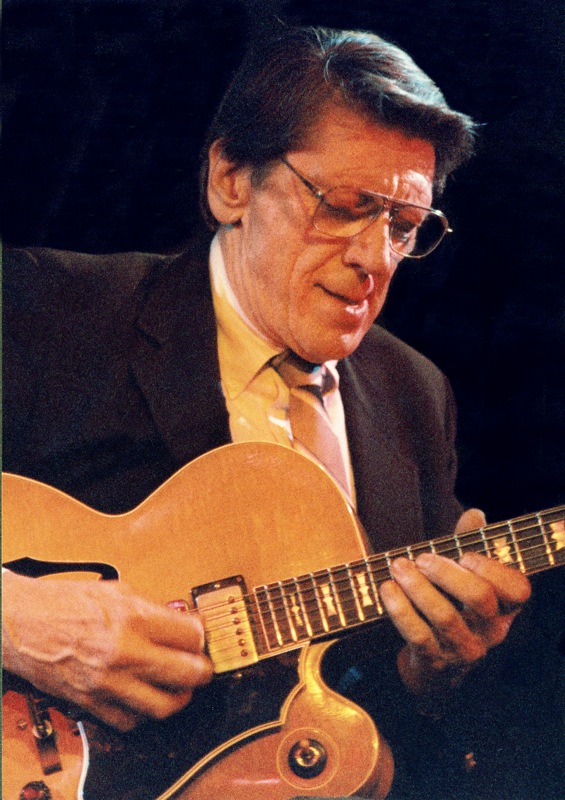
Tal Farlow

## Biographie
Tal Farlow wurde am 7. Juni 1921 in Greensboro, North Carolina geboren. Er begann im Alter von acht Jahren mit dem Gitarrespielen, wurde aber erst mit 22 Profi. Zwischenzeitlich arbeitete er als Schildermaler. Seine professionelle Karriere begann, als ein Luftwaffenstützpunkt in Greensboro eröffnet wurde, was damals zwangsläufig die Eröffnung von Musikclubs nach sich zog. Dort sammelte Farlow Spielerfahrung und knüpfte zahlreiche Kontakte, die ihn bald nach New York zogen. 1947 arbeitete er mit Dardanelle Breckenbridge, 1948 mit dem Trio von Marjorie Hyams und 1949 mit dem Sextett von Buddy DeFranco. Dann holte ihn Red Norvo in sein innovatives Trio mit dem Bassisten Charles Mingus, das bis 1953 bestand. Nach einem Engagement bei Artie Shaw war er 1954 und 1955 Mitglied von Norvos Quintett. In diese Zeit fallen erste Aufnahmen unter eigenem Namen. Zwischen 1956 und 1958 leitete er ein eigenes Trio mit dem Pianisten Eddie Costa. Nach seiner Heirat 1958 zog sich Farlow aus dem Musikgeschäft zurück und arbeitete zunächst als Schildermaler.
Sporadische Gigs, ein Auftritt auf dem Newport Jazz Festival 1968 und eine Tournee mit der Band von George Wein liegen vor der LP „The Return of Tal Farlow“ 1969. Sein eigentliches Comeback war aber erst 1976. Er veröffentlichte mehrere Platten beim Jazzlabel Concord und trat auch in Europa auf (z. B. 1982 mit Norvo). Zeitweise spielte er bei der Formation „Great Guitars“. Tal Farlow blieb bis ins hohe Alter aktiver Musiker; 1996 gastierte er im Wiener Jazzland mit Harald Putz (b) und Walther Großrubatscher (dm). Er starb am 25. Juli 1998 im Memorial Sloan-Kettering Cancer Center in Manhattan an Speiseröhrenkrebs.

## Musik
Seine großen Hände brachten Tal Farlow schon früh den Spitznamen „Octopus“ ein. Sie ermöglichten ihm komplexe Begleitrhythmen, die besonders im schlagzeuglosen Norvo Trio Einsatz fanden.
Nach Ansicht von Attila Zoller zeichnete sich Farlow durch seinen Sinn für Harmonien und seine selbstentwickelten Griffe mit speziellen Voicings aus. Nach eigenen Angaben beruhen Farlows Improvisationen nicht wie üblich auf Skalen, sondern sind ausschließlich akkordbasiert. Er stellte sich Intervallstrukturen grafisch auf dem Griffbrett seiner Gitarre vor und schaffte es so, weit melodischer und raffinierter als viele andere Jazzgitarristen zu spielen.

## Diskografie
- 1951: The Red Norvo Trio - Move! (Savoy Records, 1950/51)
- 1952: Jazz Masters 41 / Finest Hour (Verve) -  Kompilationen über die Clef/Verve-Aufnahmen bei Norman Granz von 1952–1958, mit Red Norvo, Barry Galbraith, Red Mitchell, Ray Brown, Monty Budwig, Oscar Pettiford, Chico Hamilton
- 1956: First Set (Xanadu) mit Eddie Costa, Vinnie Burke
- 1956: Second Set (Xanadu)
- 1956: The Swinging Guitar of Tal Farlow (Verve)
- 1969: The Return Of Tal Farlow (Prestige/OJC)
- 1976: On Stage (Concord)
- 1977: A Sign Of The Times (Concord) mit Hank Jones, Ray Brown
- 1981: Chromatic Palette (Concord) mit Tommy Flanagan, Gary Mazzaroppi
- 1991: Standards Recital (FD Music) mit Philippe Petit